# Моравиця (місто)
Моравиця (пол. Morawica) — місто в південно-центральній Польщі. Належить до Келецького повіту Свентокшиського воєводства.
Впродовж 1975—1999 років входило до складу Келецького воєводства.
Статус міста отримало у 2017 році.